# كارل تشابيك

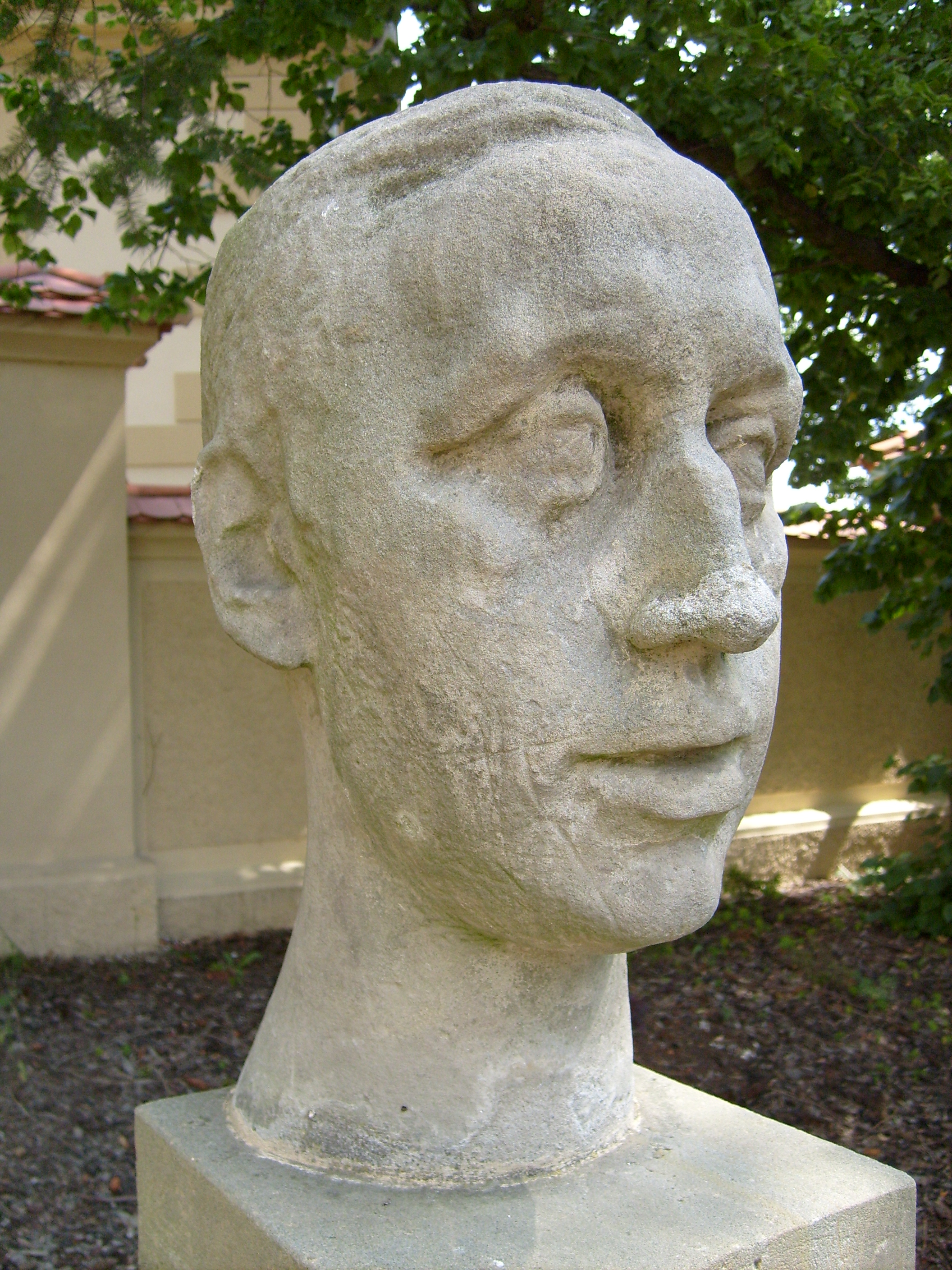
نصب لكاريل تشابيك في مدينة تشيش بالتشيك

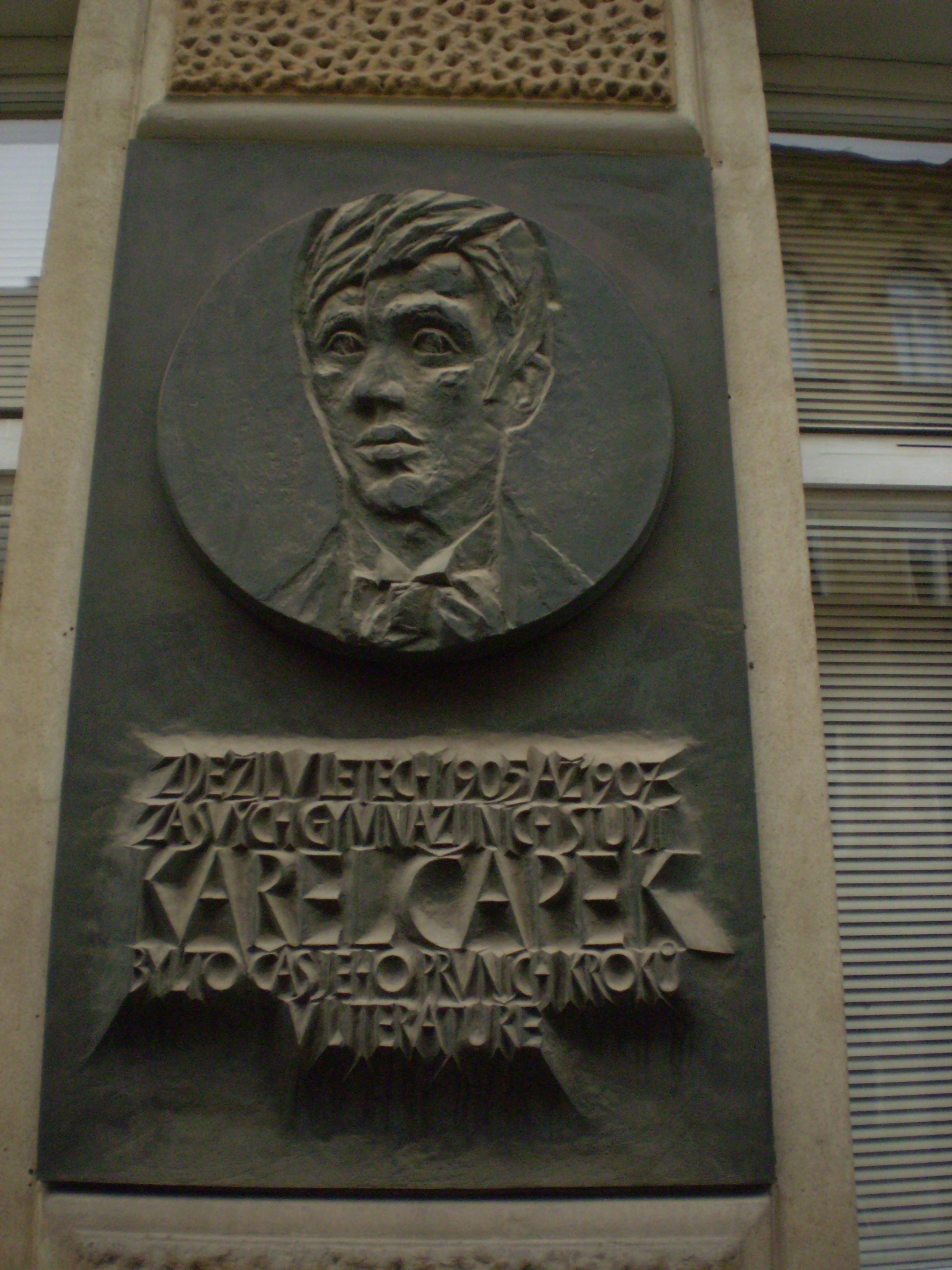
نصب آخر لكاريل تشابيك في مدينة برنو بالتشيك

كارل تشابيك (ولد في 9 يناير 1890في ماليه سفاتونوفيس - توفي في 25 ديسمبر 1938 في براغ). كان كاتبا مسرحيا وروائيا تشيكوسلوفاكياً، يعد من رواد الأدب التشيكي الحديث، تنوعت أعماله الأدبية بين الأدب الواقعي والنقد الاجتماعي والخيال العلمي، وكان أول من أدخل كلمة «روبوت» أي الإنسان الآلي إلى اللغة العصرية، وهو شقيق الرسام والكاتب التشيكي جوزيف تشابيك الذي تعاون معه في بعض مؤلفاته.

## حياته

### نشأته وتعليمه
ولد كاريل تشابيك في عام 1890 في قرية ماليه سفاتونوفيس في بوهيميا. انتقلت عائلة تشابيك بعد ستة أشهر من ولادته إلى منزلهم الخاص في أوبيتس. عمل والد كارل تشابيك، أنتونين تشابيك، طبيبًا في مصنع منسوجات محلي. كان أنتونين شخصًا نشطًا جدًا، وإلى جانب عمله في الطب، شارك أيضًا في تمويل المتحف المحلي وكان عضوًا في مجلس البلدة. على الرغم من أن كارل عارض وجهات نظر والده المادية والموضوعية إلا أنه أحبه وأُعجب به، ووصفه لاحقًا بأنه «مثال يُحتذى به.» كانت والدة كارل، بوزينا تشابكوفا، ربة منزل. خلافًا لزوجها، لم تكن تحب الحياة في البلاد، وعانت من الاكتئاب على المدى الطويل. بيد ذلك، دأبت على جمع الفنون الشعبية المحلية وتسجيلها، كالأساطير والأغاني والقصص. كارل هو الأصغر بين ثلاثة أشقاء. كانت علاقته بأخيه جوزيف وثيقة، وهو رسام ناجح للغاية، وعاشا وعملا معًا طيلة سنوات شبابهما. كانت شقيقته هيلينا عازفة بيانو موهوبة وأصبحت لاحقًا كاتبة ونشرت العديد من المذكرات عن كارل وجوزيف.
بعد أن أنهى كارل دراسته الابتدائية في أوبيتس، انتقل مع جدته إلى هرادتس كرالوفه، حيث التحق بالمدرسة الثانوية. بعد ذلك بعامين، طُرد من المدرسة لمشاركته في نادي طلاب غير قانوني. وصف تشابيك النادي لاحقًا بأنه «مجتمع أناركي غير إجرامي.» بعد هذه الحادثة، انتقل إلى برنو مع شقيقته وحاول إنهاء دراسته الثانوية هناك، ولكنه انتقل مجددًا بعد عامين إلى براغ، حيث أنهى دراسته الثانوية في مدرسة القواعد الأكاديمية في عام 1909. خلال سنوات مراهقته، أصبح تشابيك مغرمًا بالفنون البصرية، ولا سيما التكعيبية، التي أثرت على كتاباته في وقت لاحق. بعد تخرجه من المدرسة الثانوية، درس الفلسفة والجماليات في براغ في جامعة كارلوفا، لكنه أمضى بعض الوقت في جامعة هومبولت في برلين وجامعة السوربون في باريس. بينما كان طالبًا جامعيًا، كتب بعض الأعمال عن الفن المعاصر والأدب. تخرج بدرجة الدكتوراه الفلسفة في عام 1915.

### الحرب العالمية الأولى والفترة ما بين الحربين العالميتين
بعد إعفائه من الخدمة العسكرية بسبب المشاكل التي عانى منها في عموده الفقري ولازمته طيلة حياته، راقب تشابيك الحرب العالمية الأولى من براغ. تأثرت آراؤه السياسية بشدة بالحرب، وكصحفي ناشئ بدأ يكتب عن مواضيع متعددة كالقومية والشمولية والاستهلاكية. من خلال الأوساط الاجتماعية، أقام المؤلف الشاب علاقات وثيقة مع العديد من القادة السياسيين في الدولة التشيكوسلوفاكية الناشئة، بما في ذلك توماس غاريك ماساريك، الوطني التشيكوسلوفاكي وأول رئيس لتشيكوسلوفاكيا، وابنه جان ماساريك، الذي أصبح لاحقًا وزير الخارجية. اعتاد توماس ماساريك أن يكون ضيفًا في حفلات «رجال الجمعة» التي أقامها تشابيك في الحدائق لكبار المفكرين التشيكيين. كان تشابيك كذلك عضوًا في شبكة هراد السياسية التابعة لماساريك. أصبحت محادثاتهم المتكررة حول العديد من المواضيع أساس كتاب محادثات تشابيك مع توماس غاريك ماساريك.
بدأ تشابيك مسيرته المهنية في الكتابة صحفيًا. عمل مع شقيقه جوزيف محررًا للصحيفة التشيكية نارودني ليستي (الصحيفة الوطنية) من أكتوبر 1917 إلى أبريل 1921. بعد مغادرته، انضم هو وجوزيف إلى العاملين في صحيفة ليدوفي نوفيني (صحيفة الشعب) في إبريل 1921.
تمثلت محاولات تشابيك الأولى في كتابة الخيال بقصص قصيرة ومسرحيات كتب معظمها مع أخيه جوزيف. كانت مسرحية «إنسان روسوم الآلي» أول نجاح دولي حققه تشابيك، وهو عمل دستوبي يدور حول يوم سيء في مصنع مأهول بالروبوتات التي تمتلك القدرة على الشعور. تُرجمت المسرحية إلى الإنجليزية في عام 1922، وكانت تؤدى في المملكة المتحدة وأمريكا بحلول عام 1923. عمل تشابيك في العديد من أنواع الكتابة طوال عشرينيات القرن العشرين، وأنتج مؤلفات خيالية وغير خيالية، لكنه اتخذ من الصحافة عملًا أساسيًا. في ثلاثينيات القرن العشرين، ركز عمل تشابيك على تهديد الدكتاتوريات القومية الاشتراكية والفاشية الوحشية، وبحلول منتصف الثلاثينات، أصبح تشابيك «مناهضا صريحًا للفاشية.» انضم إلى نادي القلم الدولي. وأسس نادي القلم التشيكوسلوفاكي وكان أول رئيس له.

### أواخر حياته ووفاته
في عام 1935 تزوج كاريل تشابيك بالممثلة أولغا شاينفلوغوفا، بعد فترة طويلة من التعارف. في عام 1938، أصبح جليًا أن الحلفاء الغربيين، خصوصًا فرنسا والمملكة المتحدة، لن يتمكنوا من الوفاء باتفاقيات معاهدة ما قبل الحرب، ورفضوا الدفاع عن تشيكوسلوفاكيا ضد ألمانيا النازية. على الرغم من تلقي تشابيك عرضًا بالذهاب إلى المنفى في إنجلترا، رفض مغادرة بلده –على الرغم من أن شرطة غيستابو النازية أطلقت عليه لقب «عدو الشعب الثاني.» أُصيب بنزلة برد أثناء إصلاحه لأضرار الفيضانات التي لحقت بمنزل أسرته الصيفي في ستارا هوت. عانى طيلة حياته من الالتهاب الفقاري المفصلي اللاصق وكان مدخنًا شرهًا. توفي كارل تشابيك بسبب الالتهاب الرئوي في 25 ديسمبر 1938.
من المدهش أن الغيستابو لم يكن على علم بوفاته. بعد عدة أشهر، أي بعد الغزو الألماني لتشيكوسلوفاكيا مباشرة، ذهب عملاء نازيون إلى منزل عائلة تشابيك في براغ لإلقاء القبض عليه. بعد أن اكتشفوا أنه توفي منذ فترة، اعتقلوا زوجته أولغا واستجوبوها. اعتُقل شقيقه جوزيف في سبتمبر وتوفي في معسكر اعتقال بيرغن بيلسن في أبريل 1945. دُفن كارل تشابيك وزوجته في مقبرة فيشهراد في براغ. نُقش على القبر عبارة «كان من الممكن أن يُدفن جوزيف تشابيك هنا، الرسام والشاعر. القبر بعيد.»

## مؤلفاته
كانت أكثر سنواته إنتاجًا الفترة أثناء عهد الجمهورية التشيكوسلوفاكية الأولى (1918-1938)، وتتناول كتاباته مواضيع متنوعة، وعُرفت أعماله بوصفها الدقيق للواقع، حيث ناقشت المسائل الأخلاقية في الاختراعات الصناعية وعواقبها المتوقعة في النصف الأول من القرن العشرين، مثل الإنتاج الآلي والأسلحة النووية والكائنات الاصطناعية الذكية مثل الروبوتات، وكان بذلك من رواد ما عرف لاحقا بالخيال العلمي، قبل أن يحظى هذا الصنف الأدبي بالاعتراف الواسع بصفته أدبا مستقلا، وأعرب عن خشيته من الكوارث الاجتماعية والدكتاتورية والعنف والغباء البشري والسلطة غير المحدودة للشركات والجشع. حاول تشابيك إيجاد الأمل وسبيل الهروب..
منذ ثلاثينيات القرن العشرين وما يليها، أصبح عمل تشابيك مناهضًا للفاشية والجيش وانتقما وصفه بالـ«لاعقلانية.».
كان تشابيك أول من أدخل كلمة «روبوت» أي الإنسان الآلي إلى في اللغة العصرية، بعد أن استخدمها في مسرحيته «إنسان روسوم الآلي» التي ألفها عام 1921 وانتقد فيها التقدم العلمي والنفاق الاجتماعي، وتدور حول رجال آليين يسيطرون على العالم، أطلق عليهم اسم "روبوت" المأخوذ من كلمة تشيكية تعني العبيد. أما في مسرحيته الكوميدية المسماة ملهاة الحشرات، التي ألفها عام 1922 فإنه كان يستخدم سلوك الحشرات للسخرية من المجتمع البشري. وفي مسرحية سر ماكروبولس 1922، كتب عن امرأة تخيل أنها تعيش إلى الأبد فوجدت الحياة كئيبة لاتطاق. وتتناول روايته «كراكاتيت» المستوحاة من انفجار وقع في مصنع للذخيرة البعد الأخلاقي في تطور المتفجرات والسلاح وتعتبر رؤية في ضوء اختراع القنبلة الذرية لاحقا، وفيها عالج تشابيك أيضا أزمة عاطفية ألمت به. أما أهم وأشهر روايات تشابيك على الإطلاق فهي «حرب السمندل» التي صدرت عام 1936.
يلاحظ إيفان كليما، في سيرته الذاتية عن تشابيك، تأثيره على الأدب التشيكي الحديث، وكذلك على تطوير اللغة التشيكية المكتوبة. ويعد تشابيك، إلى جانب معاصرين مثل ياروسلاف هاشيك، جزءًا هامًا من عملية إحياء اللغة التشيكية المكتوبة في القرن العشرين وذلك بفضل قرارهم المتمثل باستخدام اللغة المحكية. كتب كليما: «بفضل تشابيك، تطورت اللغة التشيكية المكتوبة لتصبح أقرب إلى اللغة التي يتحدث الناس بها فعلًا.» عمل تشابيك مترجمًا أيضًا، وكانت ترجماته للشعر الفرنسي إلى اللغة التشيكية مصدر إلهام لجيل جديد من الشعراء التشيكيين.
تشتمل كتبه ومسرحياته الأخرى على القصص البوليسية والروايات والحكايات الخيالية والمسرحيات، حتى أنه ألف كتاب عن البستنة. تحاول أعماله الأكثر أهمية حل مشاكل نظرية المعرفة، والتي من شأنها الإجابة على سؤال «ما هي المعرفة؟» من الأمثلة على ذلك حكايات من هذا وذاك الجيب، والكتاب الأول من ثلاثية روايات هوردوبال والشهاب وحياة عادية. شارك في تأليف ليبريتو مع شقيقه جوزيف لأوبرا لعبة الحب المصيرية للمؤلف الموسيقي زدينك فولبريشت في عام 1922.

## ترجمات إلى العربية
- حكايات بين جعبة وأخرى - ترجمة برهان قلق، منشورات المتوسط، ميلانو، 2015، ردمك 9788075460004
- إنسان روسوم الآلي (مسرحية)
  - ترجمة طه محمود طه (1929 - 16 أبريل 2002) اعتماداً على الترجمة الإنكليزية، صدرت في يناير 1983 م تحت عنوان «إنسان روسوم الآلي (ا.ر.ا)» ضمن سلسلة «المسرح العالمي» الصادرة عن وزارة الإعلام الكويتية.[41][42]
  - ترجمة خالد البلتاجي، منشورات ويلز، بيروت، 2016، ردمك 9789778527407

- كراكاتيت (رواية) - ترجمة غياث الموصلي، الكتب خان، القاهرة، 2018، ردمك 978977830662
- الوباء الأبيض (مسرحية) - ترجمة محمود سالم حسين، دار الحصاد، دمشق،2021، ردمك 9789933929626

## وصلات خارجية
- كارل تشابيك على موقع IMDb (الإنجليزية)
- كارل تشابيك على موقع الموسوعة البريطانية (الإنجليزية)
- كارل تشابيك على موقع مونزينجر (الألمانية)
- كارل تشابيك على موقع ميوزك برينز (الإنجليزية)
- كارل تشابيك على موقع أول موفي (الإنجليزية)
- كارل تشابيك على موقع قاعدة بيانات برودواي على الإنترنت (الإنجليزية)
- كارل تشابيك على موقع قاعدة بيانات الأفلام السويدية (السويدية)
- كارل تشابيك على موقع إن إن دي بي (الإنجليزية)
- كارل تشابيك على موقع ديسكوغز (الإنجليزية)
- كارل تشابيك على موقع قاعدة بيانات الفيلم (الإنجليزية)
- كارل تشابيك  على قاعدة بيانات الخيال التأملي على الإنترنت